# Incidente de la Sangre Corrupta
El incidente de la Sangre Corrupta fue una pandemia virtual en el MMORPG World of Warcraft, la cual empezó el 13 de septiembre de 2005, y duró una semana. La epidemia empezó con la introducción de la mazmorra Zul'Gurub y del jefe de la misma, Hakkar, quien al ser atacado, utiliza un hechizo, altamente contagioso y que drena puntos de vida llamado Sangre Corrupta, en los jugadores.
El hechizo se suponía que durara solo unos segundos y funcionase solo dentro de la mazmorra de Zul'Gurub, pero no tardó en extenderse a través del mundo virtual por un descuido que permitió a las mascotas infectarse con el efecto y sacarlo de la zona predeterminada para el mismo. De manera accidental e intencional se desató una pandemia que rápidamente mató a los personajes de nivel bajo y cambió drásticamente los hábitos de juego, ya que los jugadores hacían lo que podían para evitar la infección. Pese a la adopción de medidas como la cuarentena y a que los jugadores abandonaron las ciudades densamente pobladas (o incluso dejaron de jugar completamente), la pandemia duró hasta que una combinación de parches y reinicios del mundo virtual finalmente controló la difusión de la misma.
Las condiciones y las reacciones del acontecimiento atrajeron la atención de epidemiólogos por sus implicaciones de cómo podrían reaccionar las poblaciones humanas ante una epidemia en el mundo real.

## Historia
La epidemia empezó el 13 de septiembre de 2005, cuando Blizzard introdujo en el juego una nueva mazmorra, llamada Zul'Gurub, como parte de una nueva actualización. El jefe de la misma, Hakkar de Zul'Gurub, podía infectar a los jugadores con un hechizo llamado Sangre Corrupta que causaba una cantidad significativa de daño al jugador en un periodo determinado de tiempo. El efecto podía ser transmitido a jugadores cercanos, y podía matar en cuestión de segundos a jugadores de bajo nivel, mientras que personajes de alto nivel podían soportar el efecto y sobrevivir. El efecto desaparecía cuando el tiempo terminaba o el personaje moría. Debido a un error de programación, cuando los cazadores o brujos retiraban a sus mascotas, estas mantenían todos los efectos presentes de cuando estaban en combate.
Los personajes no-jugador podían contraer el efecto, pero no podían morir por el mismo y solo podían esparcirlo a los jugadores; en efecto, esto los convirtió en portadores asintomáticos de la enfermedad y en un vector de distribución para el hechizo. Por lo menos tres de los servidores del juego se vieron afectados. La dificultad de Hakkar pudo haber limitado el esparcimiento de la enfermedad. En los foros de discusión del juego describían ver cientos de cuerpos en las calles de los pueblos y ciudades. La muerte en World of Warcraft no es permanente, ya que cuando un personaje muere es resucitado poco después.
Durante la epidemia, los hábitos normales de juego se vieron interrumpidos. La respuesta de los jugadores fue variada pero resultó en comportamientos similares a los del mundo real. Algunos personajes con habilidades curativas ofrecieron sus servicios, algunos personajes de bajo nivel que no podían ayudar directamente escaparon a zonas no infectadas y otros intentaban esparcir la enfermedad. Los jugadores reaccionaron como si la enfermedad representara un riesgo para su bienestar. Blizzard intentó establecer una cuarentena voluntaria, pero no lo logró, ya que muchos jugadores no se la tomaron en serio y otros simplemente aprovecharon el caos. Blizzard se vio forzado a arreglar el problema y a realizar reinicios forzados en los servidores.
Las ciudades más importantes y los pueblos fueron abandonados a medida que el caos se esparcía y los jugadores rápidamente evacuaron a la seguridad relativa de las zonas abiertas, dejando los centros urbanos llenos de cadáveres y las calles literalmente blancas con los huesos de los muertos.
La plaga terminó el 8 de octubre de 2005, cuando Blizzard hizo que las mascotas fueran incapaces de ser afectadas por la Sangre Corrupta, haciendo así imposible  que esta se esparciera fuera de Zul'Gurub.

### Reacción
En ese momento, World of Warcraft tenía más de dos millones de jugadores en todo el mundo. Antes de que Blizzard comentara la situación, hubo debate sobre si era algo intencional o un glitch. En los foros de Blizzard, los usuarios comentaban que era un evento y lo llamaron "el día que la peste aniquiló Forjaz." Un editor de un sitio de fans de World of Warcraft lo describió como el primer evento mundial de ese tipo. Después de que empezara el incidente, Blizzard recibió llamadas de los clientes enojados quejándose de cómo habían muerto injustamente. Algunos jugadores abandonaron el juego completamente hasta que el problema fue solucionado. Los reinicios forzados fueron descritos como un "final brusco" por Gamasutra.
Las personas que esparcieron la enfermedad por simple malicia fueron descritos como terroristas de World of Warcraft por el editor de Security Focus Robert Lemos; y también comentó que esta podría ser la primera vez que una enfermedad se esparcía de jugador a jugador en un videojuego.
Jeffrey Kaplan —un diseñador del juego World of Warcraft— declaró que la situación les dio ideas para eventos reales en el futuro. Brian Martin—un asesor de seguridad independiente de World of Warcraft—comentó que fue una dinámica del juego que fue inesperada tanto por los jugadores como por los desarrolladores de Blizzard y les demostró que hasta en atmósferas controladas online situaciones inesperadas pueden ocurrir. También lo comparó con un virus informático, mencionando que aunque no era igual de grave, las personas debían considerar el impacto que el código de computadoras puede tener en ellos, y que no siempre estarían seguros, sin importar qué precauciones se tomasen.

### Plaga zombi de 2008
Durante una semana en octubre de 2008, una plaga zombi fue extendida para promover la segunda expansión de World of Warcraft, titulada Ira del Rey Exánime, antes de su lanzamiento. A diferencia de la Sangre Corrupta, esta plaga fue intencional y fue autorizada por un representante de Blizzard como la "Gran plaga zombi del '08". Fue comparada con la Sangre Corrupta por The Sunday Times, y describieron la plaga zombi como algo más fiel a la vida real. La plaga era contagiosa, pero a diferencia de la Sangre Corrupta, que era 100% infecciosa para otros jugadores cercanos, estar en la proximidad de un jugador infectado solo suponía un pequeño riesgo de infección. Esto significaba que encontrar a un zombi solitario no era igual de peligroso a encontrar un gran grupo infectado. El evento —que Blizzard finalizó el 28 de octubre de ese año— se ganó tanto el elogio como la crítica de los seguidores.

### Fuego verde
El 12 de enero de 2017, durando un día hasta que Blizzard lanzó un hotfix, se inició una nueva plaga a través de un hechizo del segundo jefe de la mazmorra Meseta de La Fuente del Sol - Brutallus, llamado Quemar, que dañaba a los jugadores en un periodo de tiempo de forma incremental. El hechizo podía ser pasado de jugador a jugador de la misma facción en un área de 2 yardas, y mataría en cuestión de segundos a jugadores de bajo nivel mientras que jugadores de un nivel más alto podían sobrevivir. El hechizo expiraba en 1 minuto o cuando el jugador moría. El hechizo refrescaba su duración si un aliado era afectado. Se cree que este efecto fue sacado de la mazmorra utilizando una mascota de cazador que estaba siendo afectada por el hechizo. Durante el incidente, los maestros de juego de Blizzard desinfectaron a los jugadores y mantuvieron la plaga bajo control advirtiéndole a grupos, como "Desfile de Fuego Verde", que estaban extendiendo la plaga desde Ventormenta a través de Villadorada. Como en las plagas anteriores, el fuego verde había sido mantenido vivo por jugadores en muchos lugares diferentes, incluyendo Villanorte, Villadorada y Ventormenta, hasta que se lanzó un hotfix.

## Modelos para investigación real

### Modelo para investigación de epidemias
En marzo de 2007, Ran D. Balicer, un médico epidemiólogo en la Universidad Ben-Gurión del Néguev en Beerseba, Israel, publicó un artículo en la revista Epidemiology donde describió las semejanzas entre este brotes y los brotes de SARS y gripe aviaria. El doctor Balicer sugirió que los juegos de rol podrían jugar la función de una plataforma avanzada para modelar la diseminación de enfermedades contagiosas. En otro artículo en la revista Science, el juego Second Life fue sugerido como otra plataforma posible para estos estudios. Los Centros para el Control y Prevención de Enfermedades contactaron a Blizzard y solicitaron estadísticas del suceso para estudios sobre epidemias, pero se les dijo que había sido un glitch.
El incidente de la Sangre Corrupta fue descrito como un fascinante, aunque accidental, caso de estudio sobre los orígenes y control de una enfermedad en la conferencia de Games for Health en Baltimore, Maryland, por Gamasutra. Lo compararon a una epidemia en la vida real, ya que se originó en una región remota y deshabitada y esta fue llevada por viajeros a regiones más pobladas; los portadores fueron tanto humanos como animales, comparándolo a la gripe aviaria; fue transmitida a través de contacto cercano; y había personas, en este caso personajes no jugadores, que podrían infectarse pero permanecían asintomáticos. Aun así, hubo elementos que la diferenciaron de una epidemia real, incluyendo un indicador para portadores de la enfermedad indicando que suponían un riesgo, algo que no suele suceder en el mundo real. Un aspecto de la epidemia que no fue considerado por los epidemiólogos en sus modelos fue el de la curiosidad, describiendo cómo los jugadores se acercaban a áreas infectadas para atestiguar la plaga y luego retirarse. Esto es paralelo a un comportamiento real, específicamente a cómo los periodistas cubren un incidente y luego se retiran del área.
En agosto de 2007, Nina Fefferman—una asistente de investigación de la Universidad Tufts y profesora de salud pública y medicina familiar— realizó una investigación sobre este suceso, citando los paralelismos con plagas biológicas. Algunos científicos querían estudiar cómo reaccionarían las personas a patógenos medioambientales, utilizando una contraparte virtual como punto de referencia. Luego, ella fue coautora de un artículo en Lancet Infectious Disease donde se discutieron las implicaciones de la plaga, junto con Eric Lofgren, de la Universidad de Carolina del Norte. Fue oradora en la conferencia de Games for Health de 2008 en Baltimore, Maryland, y en 2011 en la Game Developers Conference sobre el incidente y cómo poblaciones masivas en línea podrían ayudar a resolver problemas inherentes de los modelos tradicionales de epidemia.
Fefferman añadió que los tres modelos base tenían sus fortalezas y debilidades, pero hacían suposiciones de conducta significativas. También comparó la Sangre Corrupta a una prueba de fármaco con ratones—"un buen primer paso", mencionando: "Estos son mis ratones [y] quiero que esto sea mi nuevo experimento. Expresé interés en diseñar enfermedades nuevas, quizás no fatales, para introducirlas al juego y que así se pueda estudiar cómo es visto el riesgo, cómo se extienden los rumores, y cómo los avisos de salud pública son manejados". Añadió que Blizzard hizo tales avisos durante la plaga original, pero cambiaba su posición cuando vio que no podía tratar el problema de forma eficaz. Comentó que no creía que arruinaría el juego, ya que World of Warcraft maneja problemas de salud durante el combate, y los juegos con ambientación medieval tienen este tipo de riesgos. Argumentó que si los investigadores y los desarrolladores trabajasen juntos podría ser divertido. Mientras Blizzard estaba inicialmente entusiasmado con la propuesta, perdió el entusiasmo con el tiempo, pero nunca se rehusó. Ella ha mantenido el contacto con otros desarrolladores, esperando realizar una simulación de conducta en juegos similares a World of Warcraft.
El doctor Gary Smith, profesor de Biología de Población y Epidemiología en la Universidad de Pensilvania, comentó que muy pocos de los modelos matemáticos de transmisión de enfermedades toman el comportamiento del portador en cuenta, pero también cuestiona qué tan realista podría ser un modelo virtual. Mencionó que mientras las características de la enfermedad podrían ser definidas por adelantado, el estudio es igual de observacional a uno conducido en un brote de una enfermedad en la vida real. Aun así, añadió que uno puede argumentar que la propuesta podría darle una oportunidad de estudio a los epidemiólogos que quizás nunca podrían tener. Neil Ferguson, director del Centro de análisis y modelado de brotes MRC de la Universidad Imperial, en Londres, fue escéptico de la idea, comentando que tal estudio no podría correctamente simular un comportamiento genuino. Utilizando como ejemplo la peste zombi que se usó para promover el lanzamiento de World of Warcraft: Ira del Rey Exánime, dijo que los jugadores intencionadamente buscaron infectarse para obtener poderes zombi. Añadió que los jugadores también pueden regenerarse, significando esto que hay un bajo riesgo de infección. Él cree que si bien juegos en línea como World of Warcraft podrían ser utilizados por científicos para estudiar epidemias, estos siempre estarán limitados debido a que son principalmente una fuente de entretenimiento.

### Modelo para investigación de terrorismo
En un análisis del incidente de la Sangre Corrupta, Charles Blair, subdirector del Centro de Terrorismo y Estudios de Inteligencia, dijo que World of Warcraft podía proporcionar una manera nueva de cómo se formaban y operaban las células terroristas. Aunque ellos ya utilizaban modelos virtuales para estudiar las tácticas terroristas, Blair explicó que por el hecho de que World of Warcraft se compone por gente real tomando decisiones reales con límites controlados, esto podía proporcionar modelos más realistas para los analistas de inteligencia militar.
El experto en terrorismo de la Universidad de Yale Stuart Gottlieb admitió que mientras el brote fue interesante y pertinente en su momento, no basaría una estrategia antiterrorista en un videojuego. Gottlieb expresó su escepticismo sobre cómo el análisis del incidente podría esclarecer las causas complejas del terrorismo en el mundo real, ya que la participación tanto civil como terrorista son rebajadas en un ambiente virtual. Sin embargo, como comentó el editor del artículo, "la debilidad más grande de utilizar un juego como una herramienta analítica es que la muerte en World of Warcraft es a lo mucho un estorbo".
Blizzard ha mantenido su posición de que World of Warcraft es en primer lugar un juego, y que nunca fue diseñado para reflejar la realidad o nada del mundo real.